# 马喇长官司衙门遗址
马喇长官司衙门于明永乐五年（1407年）设置，隶属盐井卫。清康熙二十年（1681年），降为副长官司，属宁远府。其治所在今川滇交界处的盐边县惠民镇。马喇司历明清两代五百余年，对地方经济社会发展做出过不可磨灭的功绩。
2019年，马喇长官司衙门遗址被四川省人民政府公布为第九批省级文物保护单位。